# 蔡铁根
蔡铁根（1911年12月—1970年3月11日），汉族，生于察哈爾省蔚县（今屬河北）塔头村，曾就读于厦门大学。1936年12月参加中国工农红军，1939年加入中国共产党，1955年被授予大校军衔。中共在解放军中“反教条主义”运动的受害者。1959年被划为“右派”分子，开除军籍、党籍后，在常州工作。1970年3月11日，一打三反运动期间，因被诬为“蔡铁根反革命集团案”的“主犯”在常州枪决，没有保存骨灰。
中共十一届三中全会后，为蔡铁根平反昭雪，恢复中共党籍和中国人民解放军军籍。1979年9月17日，江苏省常州市中级人民法院认定蔡铁根案属冤案，宣布为其彻底平反昭雪，恢复名誉。1980年1月10日，在江苏省常州市为蔡铁根举行隆重的追悼会。以空骨灰盒安放于北京八宝山革命公墓。